# Born in the Bay
«Born in the Bay» — компіляція американського репера The Game, видана лейблом Get Low Digital 26 червня 2007 р. До релізу увійшли 2 раніше невипущені треки («We Run This» та «Slumpin'») і ремікси вже виданих пісень.

## Список пісень
1. «Intro»
2. «Get Ya Money Right» (з участю JT the Bigga Figga та Young Epic)
3. «East Side»
4. «Early Morning Moves»
5. «Takin It All» (з участю JT the Bigga Figga)
6. «Compton Boy (Remix)»
7. «Still Hangin'»
8. «They Can't Handle Us»
9. «Black Opera»
10. «Breathe Easy»
11. «G'd Up (Remix)»
12. «Slumpin'»
13. «Through My Eyes»
14. «Smash Time» (з участю JT the Bigga Figga та Bluchip)
15. «Fuck It»
16. «Get Real Nigga»
17. «Chip»
18. «We Run This»